# Hermann Weber (Konstrukteur)

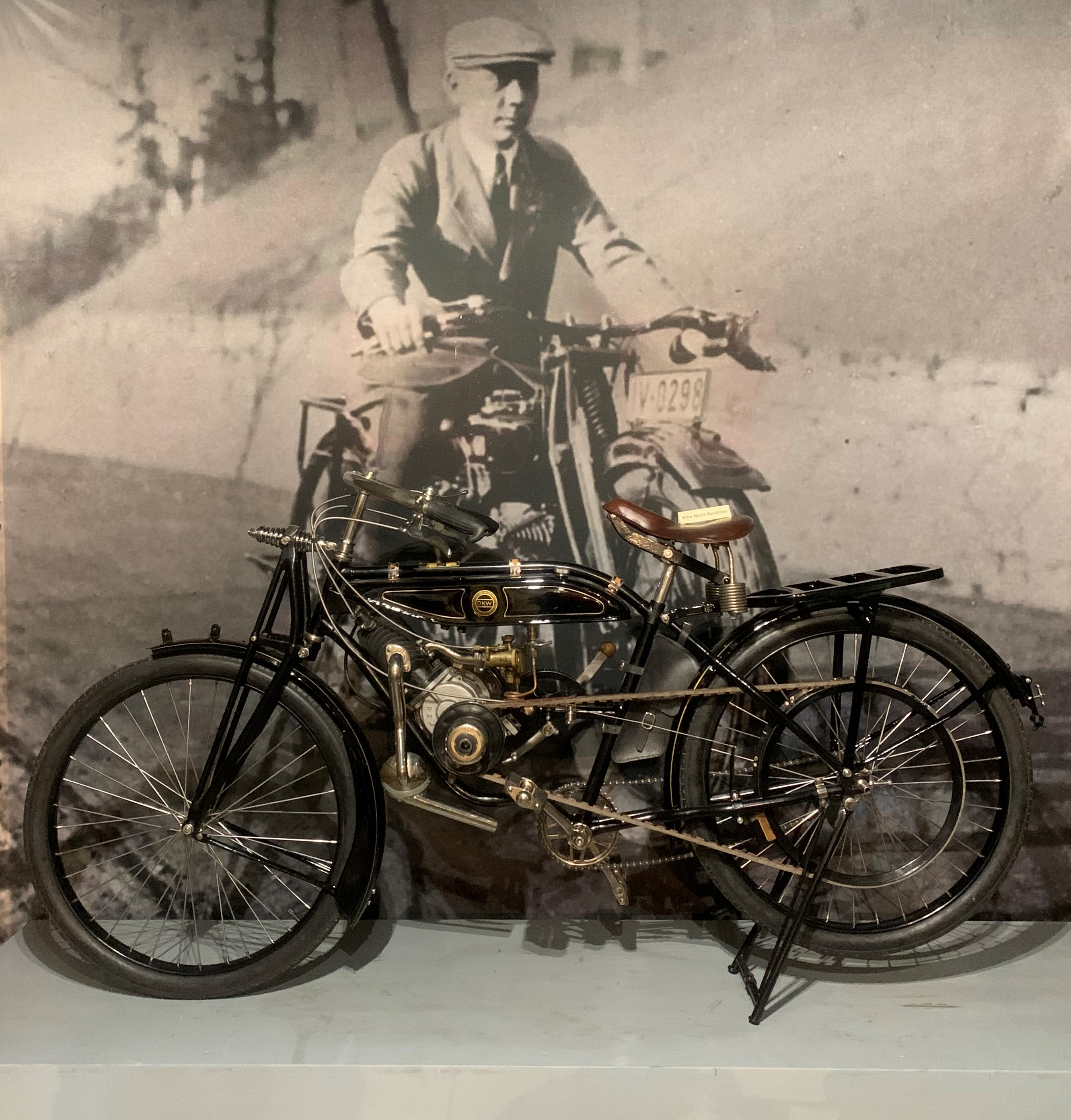
Das Reichsfahrtmodell war eine von Webers ersten Konstruktionen

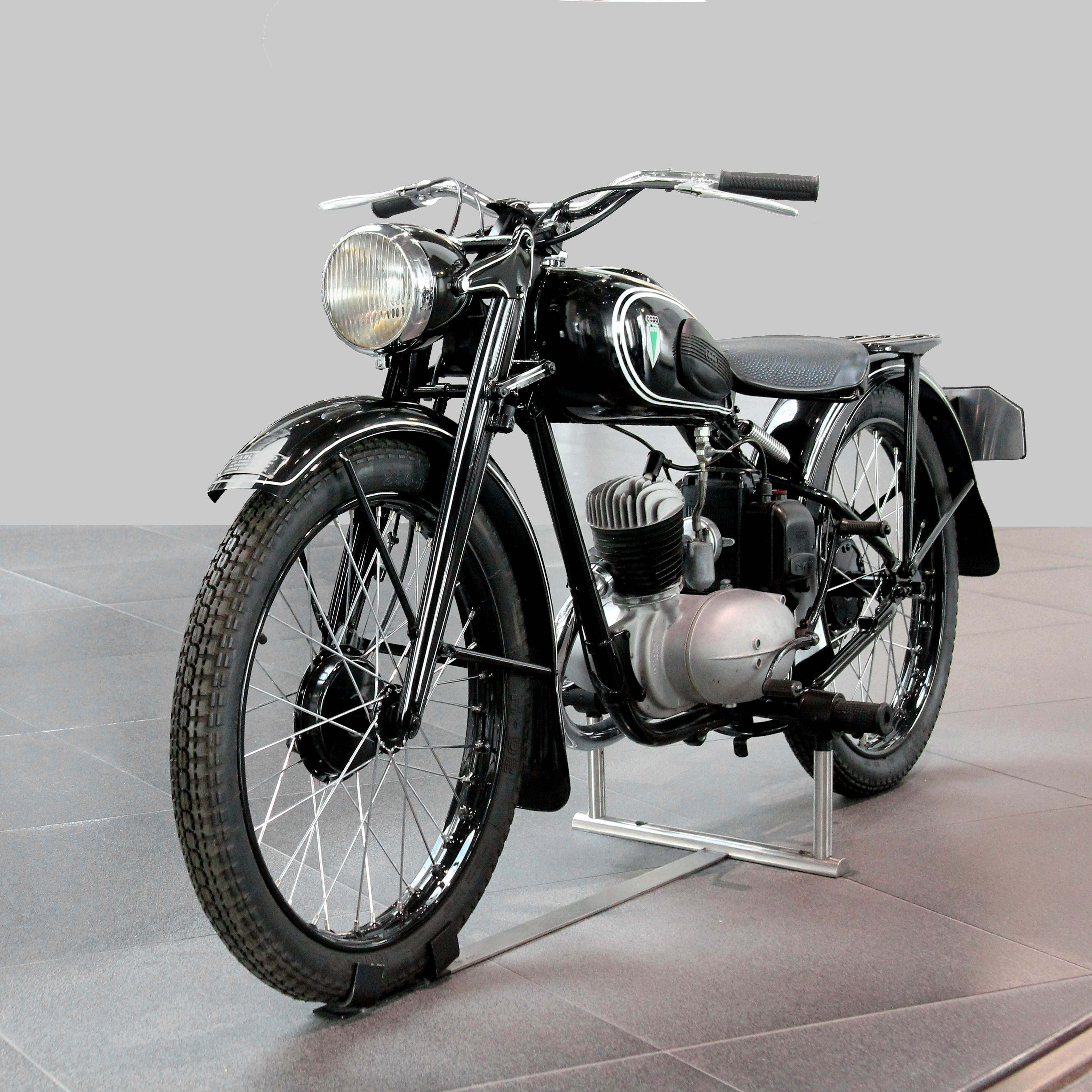
Die kommerziell erfolgreichste Konstruktion ist die DKW RT 125: Hier der Nachbau DKW RT 125 W mit Baujahr 1950, ausgestellt im museum mobile

Hermann Weber (* 11. März 1896; † 23. Februar 1948 in Ischewsk) war ein deutscher Motorrad-Konstrukteur und -rennfahrer. Weber war über 20 Jahre lang Chefkonstrukteur bei den Zschopauer Motorenwerke J. S. Rasmussen (ab 1932: Auto Union AG), dem damals größten Motorradhersteller der Welt.

## Leben
Hermann Weber wurde 1921 bei den Zschopauer Motorenwerken als Konstruktionsleiter eingestellt. Webers erste Konstruktionen waren das DKW Reichsfahrtmodell und die DKW ZL (Zschopauer Leichtmotorrad). Die von 1923 bis 1924 rund 2000 Mal gebaute ZL holte 2,25 PS aus 148 cm³ und erreichte maximal 65 km/h. Vom Reichsfahrtmodell wurden von 1922 bis 1925 rund 20.000 Stück hergestellt.
Die bekannteste Konstruktion unter der Leitung Webers ist die RT 125. Dieses Modell wurde von 1940 bis 1944 zunächst in Zschopau gebaut. Nach dem Zweiten Weltkrieg war diese Maschine die Grundlage für den Neuanfang in Zschopau als auch bei der im bayerischen Ingolstadt neu gegründeten Auto Union GmbH. Da die Konstruktion nach Kriegsende nicht mehr patentgeschützt war, wurde die RT 125 zum meistkopierten Motorrad der Welt.
Weber betätigte sich zudem als Rennfahrer und demonstrierte die Leistungsfähigkeit der von ihm entwickelten Motorräder.
Bei der Reichsfahrt im Oktober 1922 erzielte Hermann Weber die mit Abstand meisten Gutpunkte aller Zweiradklassen. Das AVUS-Rennen Mitte 1923 beendete er hinter Max Hucke auf dem zweiten Platz. Nach der insgesamt dritten Reichsfahrt stand er wieder als Gesamtsieger fest. Ende Juli stand Weber auch bei der Deutschen TT beim Swinemünder Bäderrennen mit auf dem Siegerpodest. Siege errang er noch beim Herkules-Bergrennen in Kassel sowie auf dem Marienberger Dreieck. Die Saison 1924 begann Weber mit Triumphen beim Bergrennen nahe Prag und wenige Zeit später in Kassel. Nach dem Rennen der 150-cm³-Klasse auf der AVUS stand Hermann Weber diesmal ganz oben auf dem Podium. Es folgten Siege auf der Bahn in Chemnitz und beim Inselbergrennen. Im Februar 1925 war er bei der Winterfahrt erfolgreich, gewann danach erneut beim Prager, Kasseler und Insel-Bergrennen. Ende Juni gelang ihm bei der 3. Deutschen TT der Klassensieg. Ausgangs der Saison stand er als Deutscher Meister des DMV der kleinsten Hubraumkategorie fest. Im Mai 1926 ging er noch einmal an den Start des Prager Bergrennens. Anschließend soll ihm J. S. Rasmussen die Rennfahrerei verboten haben – seine Dienste im Zschopauer Werk waren ihm zu wertvoll.
Ab 1925 führte Hermann Weber die neu gegründete DKW-Rennabteilung. In dieser Unterabteilung der DKW-Versuchsabteilung waren bis zu 100 Mitarbeiter mit der Konstruktion, der Teilefertigung, der Montage und der Erprobung von Rennmotorrädern beschäftigt. Hier wurden ebenfalls Kleinserienmaschinen für Privatrennfahrer hergestellt. Ab 1937 stellte die Rennabteilung auch Geländemotorräder her.
Nach dem Zweiten Weltkrieg wurde Weber mit anderen DKW-Ingenieuren zum Aufbau der in Zschopau demontierten Werksanlagen in die sowjetische Stadt Ischewsk gebracht. Dort starb Weber im Februar 1948.

## Bedeutende Erfolge als Rennfahrer
- 1922 – Reichsfahrt-Sieger auf DKW
- 1923 – Reichsfahrt-Sieger auf DKW
- 1924 – Sieger Prager Bergrennen auf den Jilowischt auf DKW
- 1924 – Sieger AVUS auf DKW
- 1925 – Sieger Prager Bergrennen auf den Jilowischt auf DKW
- 1925 – Sieger Deutsche TT in Swinemünde auf DKW
- 1925 – Deutscher 175-cm³-Meister (DMV) auf DKW